# 더그 존스 (배우)
더그 존스(Doug Jones, 1960년 5월 24일 ~ )는 미국의 배우, 연체 곡예사, 무언극 공연가이다. 인디애나주 인디애나폴리스에서 태어났다. 볼 주립 대학교 재학 중 교내 무언극 극단에 들어갔으며 이때부터 연체 곡예사로도 일했다. 1985년 로스앤젤레스로 거처를 옮긴 뒤 1988년부터 다수의 텔레비전 프로그램과 영화에 나오기 시작했으며, 특히 1997년 《미믹》에 출연하면서 기예르모 델 토로와 인연을 맺어 《헬보이》(2004), 《헬보이 2: 골든 아미》(2008) 등에 출연하였다. CBS 드라마 《스타 트렉: 디스커버리》(2017-24) 출연을 통해 2018년 제44회 새턴상 텔레비전 부문 남우조연상 후보에 올랐다.

## 출연 작품

### 영화
- 호커스 포커스 (1993)
  - 호커스 포커스 2 (2022)
- 탱크 걸 (1995)
- 미믹 (1997)
- 타임 머신 (2002) - 몰록 정보원 역
- 헬보이 (2004)
  - 헬보이 2: 골든 아미 (2008)
- 판의 미로 - 오필리아와 세 개의 열쇠 (2006) - 판 역
- 판타스틱 4: 실버 서퍼의 위협 (2007)
- 사이러스: 마인드 오브 어 시리얼 킬러 (2010)
- 크림슨 피크 (2015)
- 위자: 저주의 시작 (2016)
- 셰이프 오브 워터: 사랑의 모양 (2017) - 괴 생명체 역
- 바이 바이 맨 (2017) - 바이 바이 맨 역
- 파이브 패신저스 (2017, 5th Passenger) - 랭던 역
- 저스티스 배틀 (2017, The Danger Element)
- The Terror of Hallow's Eve  (2017)
- Beneath the Leaves (2019)

### 텔레비전
- 폴링 스카이 (2013-15)
- 더 스트레인 (2014-16)
- 스타 트렉: 디스커버리 (2017-24)